# Reaktionsschwelle
Als Reaktionsschwelle bezeichnet man den Wert, bei dem insgesamt die Mehrheit der im Zuge eines Experiments beobachteten Individuen auf einen Reiz eine bestimmte, (noch) wahrnehmbare Reaktion zeigt. Beispielsweise zeigen Schwärme bzw. Staaten aus Fischen, Vögeln, Ameisen und anderen Versuchstieren auf das Verhalten eines einzelnen Individuums entweder eine Reaktion oder eben nicht. Reagieren mindestens 50 % des Schwarms auf das Verhalten, indem sie zum Beispiel dieses Verhalten kopieren oder eine andere, durch das ursprüngliche Verhalten ausgelöste Reaktion zeigen, so ist für den Schwarm / Staat die Reaktionsschwelle überschritten. In der Folge werden immer mehr bzw. alle Individuen die Reaktion übernehmen, für die sich die Mehrheit entschieden hat, ein Verhalten, das man als Kollektive Intelligenz bezeichnet.

## Reaktionsschwelle des Kollektivs
Schwärme von Tieren reagieren nicht aufgrund von Befehlen oder Kommandos, die sie von zentraler Leitstelle erhalten, sondern können nur auf das Verhalten einzelner Individuen entweder so oder so reagieren. Da solche „Entscheidungen“ von den einzelnen, „dummen“ Individuen stets falsch sein können, reagiert der Schwarm als Ganzes nur, wenn eine bestimmte Reaktionsschwelle erreicht ist, also sich genügend Individuen für ein bestimmtes Verhalten entschieden haben.
- Ein Fischschwarm reagiert als Ganzes auf bestimmte Bewegungen der einzelnen Individuen. Schwimmt zum Beispiel ein Fisch in eine Richtung, so können ihm entweder weitere Fische in ausreichender Zahl folgen oder nur ein paar. Meist genügt es, dass einige auf bestimmte Weise reagieren, da das Verhalten dann in einer Art Dominoeffekt von immer mehr Individuen ebenfalls gesetzt wird. So bewegen sich in Summe alle bzw. eine deutliche Mehrheit der Individuen in eine Richtung oder auf Bewegungen einzelner wird eben nicht reagiert, sodass der einzelne wieder die Richtung der anderen einnimmt. So bewegen sich z. B. Fisch- und Vogelschwärme.
- Auch die Neuronen als „Individuen“ des Superorganismus „Gehirn“ wirken aufgrund bestimmter Reaktionsschwellen zusammen, sodass sich daraus das ergibt, was wir unter „Intelligenz“ verstehen.

## Reaktionsschwelle einzelner Individuen
Von Reaktionsschwelle spricht man auch, wenn ein einzelnes Individuum hinsichtlich einer bestimmten Gegebenheit oder aufgrund des Verhaltens eines anderen Individuums seinerseits eine bestimmte Reaktion zeigt. So reagiert eine Ameise z. B. bei einer gewissen Temperatur oder auf das Eintreffen von anderen Ameisen beim Bau:
- Die Arbeiter-Ameisen reagieren darauf, dass die Erkunder-Ameisen in ausreichender Zahl zum Bau zurückkehren damit, dass sie Nahrung sammeln gehen. Die Reaktionsschwelle liegt beispielsweise bei einer Erkunder-Ameise pro 10 Sekunden. Ist zumindest dieser Wert erreicht, reagiert die Mehrheit der Arbeiterinnen.
- Die südamerikanische Ameisenart Camponotus rufipes bringt bei Erreichen einer „kritischen Temperatur“ die Brut in wärmere Teile des Baus. Welche Temperatur als Reaktionsschwelle für die Tiere erreicht werden muss, hängt auch von deren Erfahrungen ab.[2]
- Auch menschliche Entscheidungen sind vom Erreichen einer gewissen Reaktionsschwelle abhängig. Aufgrund der verfügbaren Informationen reagiert man entweder so oder so, bzw. setzt man eine Handlung oder nicht. Durch Werbung kann beispielsweise die Reaktionsschwelle zum Kauf eines umworbenen Gegenstandes gesenkt werden.